# Zdravotnická záchranná služba Jihočeského kraje
Zdravotnická záchranná služba Jihočeského kraje (ZZS JČK, do 1. července 2005 Územní středisko záchranné služby v Českých Budějovicích) je příspěvková organizace a provozovatel zdravotnické záchranné služby v Jihočeském kraji. Hlavní náplní činnosti organizace je zajišťování odborné přednemocniční neodkladné péče (PNP) na území Jihočeského kraje podle zákona č. 374/2011 Sb., o zdravotnické záchranné službě. Mimo jihočeské záchranné služby zajišťuje odbornou přednemocniční neodkladnou péči v Jihočeském kraji také soukromá záchranná služba Trans Hospital. Přednemocniční neodkladná péče je zajišťována na území o rozloze 10 056 km² pro více než 640 000 obyvatel. V oblasti Jihočeského kraje bylo v roce 2020 k dispozici 55 výjezdových skupin rozmístěných na 33 výjezdových základnách a jedna skupina letecké záchranné služby na letišti v Plané u Českých Budějovic. Jihočeská záchranná služba zajišťuje provoz 31 výjezdových základen.
Zdravotnická záchranná služba Jihočeského kraje zařadila v roce 2006 do provozu sanitní vozidla, která byla jako první v Česku opatřena reflexní battenburskou šachovnicí.

## Historie

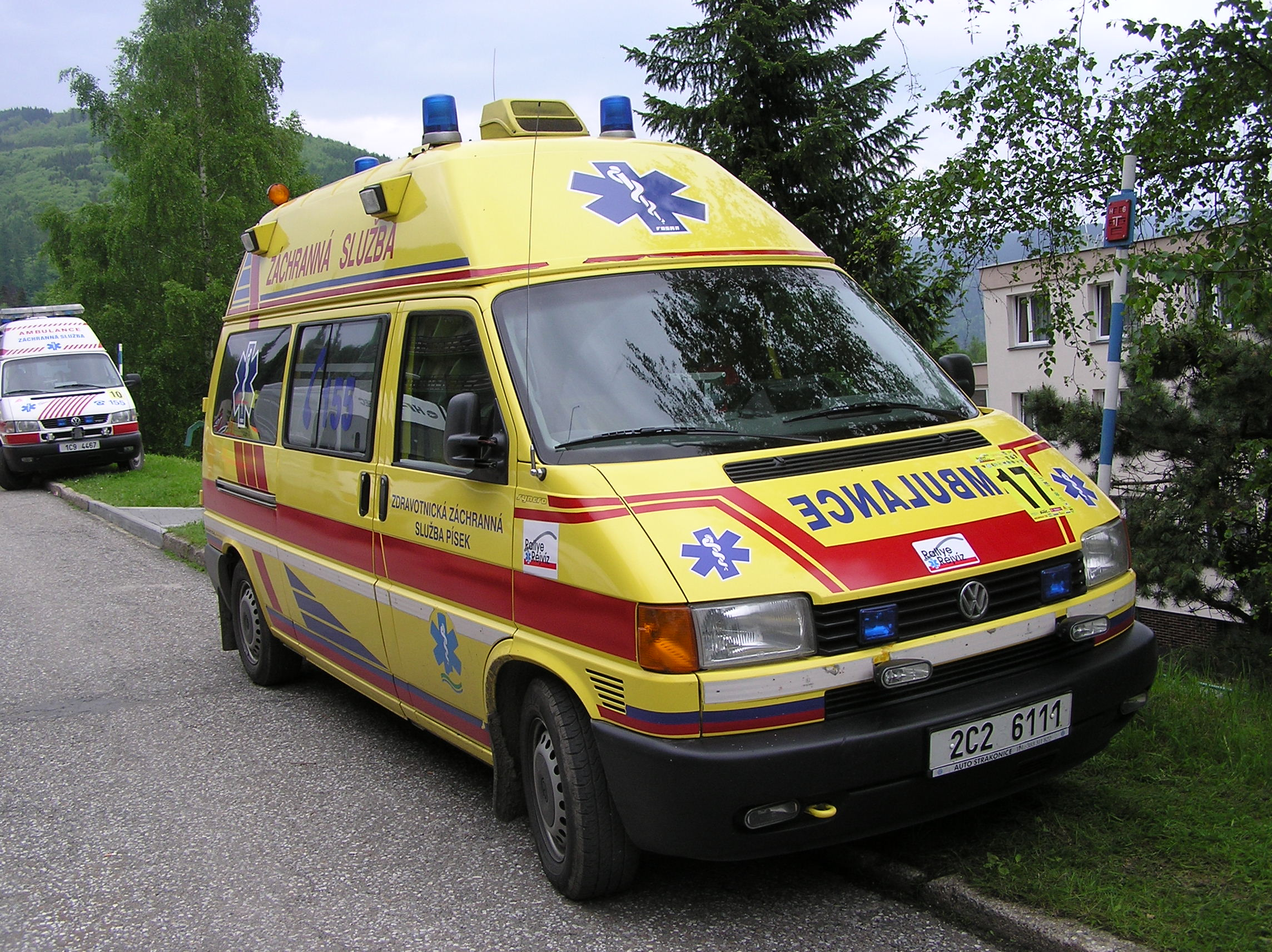
Starší sanitní vozidlo Volkswagen Transporter T4

První zmínky o záchranné službě v Českých Budějovicích se objevily v roce 1923. V roce 1924 bylo zakoupeno první sanitní vozidlo značky Laurin & Klement. Obdoba záchranné služby fungovala pod označením Záchranná stanice městská až do druhé světové války. Po válce záchrannou službu zajišťoval Československý červený kříž. Se vznikem krajských a okresních ústavů národního zdraví v roce 1952 začala vznikat lépe organizovaná záchranná služba. Do té doby měla spíše charakter dopravy raněných a nemocných. V roce 1957 začali u záchranné služby sloužit první lékaři. V roce 1978 se stala záchranná služba součástí anesteziologicko-resuscitačního oddělení (ARO) českobudějovické nemocnice.
V Třeboni vznikla záchranná služba v roce 1976. Roku 1978 vznikla záchranná služba také v Písku a rok později ve Strakonicích. Na obou místech byla součástí ARO oblastních nemocnic. Při oddělení ARO vznikla v 80. letech záchranná služba v Táboře.
Po roce 1993 došlo k osamostatňování záchranných služeb – ty fungovaly většinou jako příspěvkové organizace zřizované okresními úřady. Na některých místech zůstala záchranná služba stále součástí nemocnic. V roce 1993 vzniklo Územní středisko záchranné služby v Českých Budějovicích a na území okresu České Budějovice vznikly nové výjezdové základny. V roce 1993 byla otevřena výjezdová základna v Týně nad Vltavou a od listopadu 1997 slouží záchranná služba také v Trhových Svinech. Další výjezdová základna vznikla v Temelíně. Na území ostatních okresů vznikly další výjezdové základny, v roce 1995 v Soběslavi, roku 2002 ve Volarech a o dva roku později, v roce 2004, byla otevřena výjezdová základna v Suchdole nad Lužnicí. V březnu 2005 byla do provozu uvedena základna v Mladé Vožici.
V průběhu roku 2005 došlo ke sloučení Územního střediska záchranné služby v Českých Budějovicích a ostatních záchranných služeb v Jihočeském kraji pod krajskou organizaci Zdravotnická záchranná služba Jihočeského kraje. Všechny výjezdové základny i dispečinky tak byly sloučeny pod jednu organizaci.

## Zdravotnické operační středisko
Do roku 2010 existovalo v Jihočeském kraji několik oblastních zdravotnických operačních středisek, která pokrývala jednotlivé okresy. V roce 2010 bylo do provozu uvedeno jednotné krajské zdravotnické operační středisko (KZOS), jehož úkolem je sloučit všechna oblastní střediska a koordinovat činnost jednotlivých výjezdových skupin i skupiny letecké záchranné služby centralizovaně. V říjnu 2011 bylo pod krajské operační středisko připojeno oblastní středisko Písek. Okres Tábor byl ke krajskému zdravotnickému operačnímu středisku připojen 1. února 2012 a od tohoto data funguje KZOS pro oblast celého Jihočeského kraje.

## Výjezdové skupiny
Na území celého kraje bylo v roce 2020 k dispozici v nepřetržitém 24hodinovém provozu celkem 55 výjezdových skupin a vzletová skupina letecké záchranné služby, jejichž počet se mění s pracovní a noční dobou. V mimopracovní dobu a v nočních hodinách je počet skupin snížen. Výjezdové skupiny pracují v režimech rychlá zdravotnická pomoc (RZP) ve složení řidič-záchranář a zdravotnický záchranář, rychlá lékařská pomoc (RLP) ve složení řidič-záchranář, lékař a zdravotnický záchranář a rychlá lékařská pomoc v systému rendez-vous s lékařem v osobním automobile. Zdravotnická záchranná služba Jihočeského kraje zajišťuje 54 výjezdových skupin, jednu výjezdovou skupinu zajišťuje nestátní záchranná služba Trans Hospital.

### Biohazard Team
V roce 2003 byl v Jihočeském kraji ustanoven Biohazard Team. Jedná se o speciálně proškolené zaměstnance Zdravotnické záchranné služby Jihočeského kraje, pracovníky infekčních oddělení nemocnic, členy hasičského záchranného sboru a pracovníky speciálních firem, kteří v případě potřeby vyjíždějí s běžnými posádkami. Jejich úkolem je rozpoznat a zamezit šíření případné vysoce nebezpečné nákazy, mezi které patří infekce vyvolané biologickými činiteli skupiny 4, případně 3. Členové Biohazard Teamu mají k dispozici zvláštní vybavení, mezi které patří například biovak určený k transportu nakažených pacientů nebo ochranná kombinéza.

## Výjezdové základny

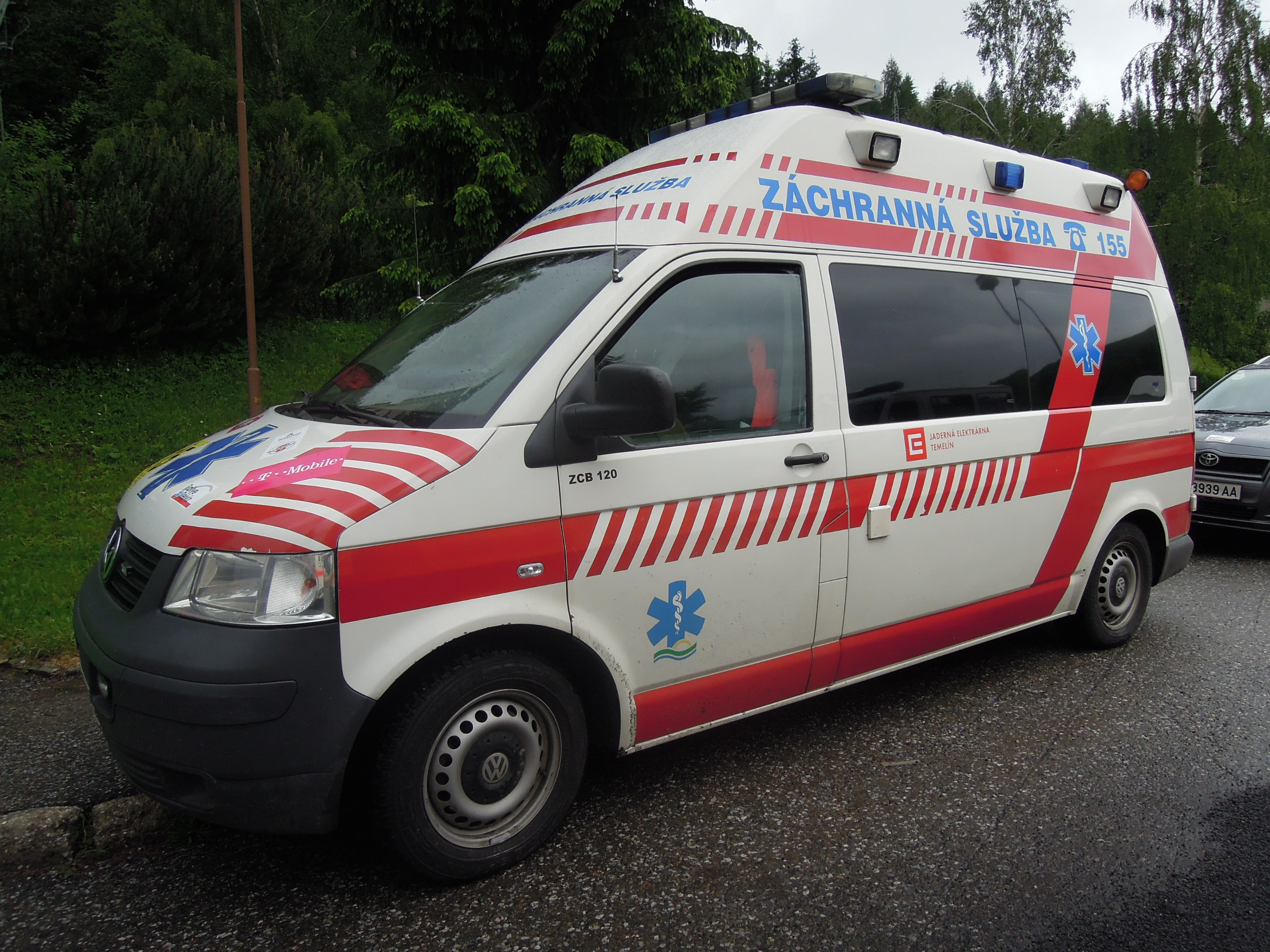
Volkswagen Transporter T5 v bílém provedení

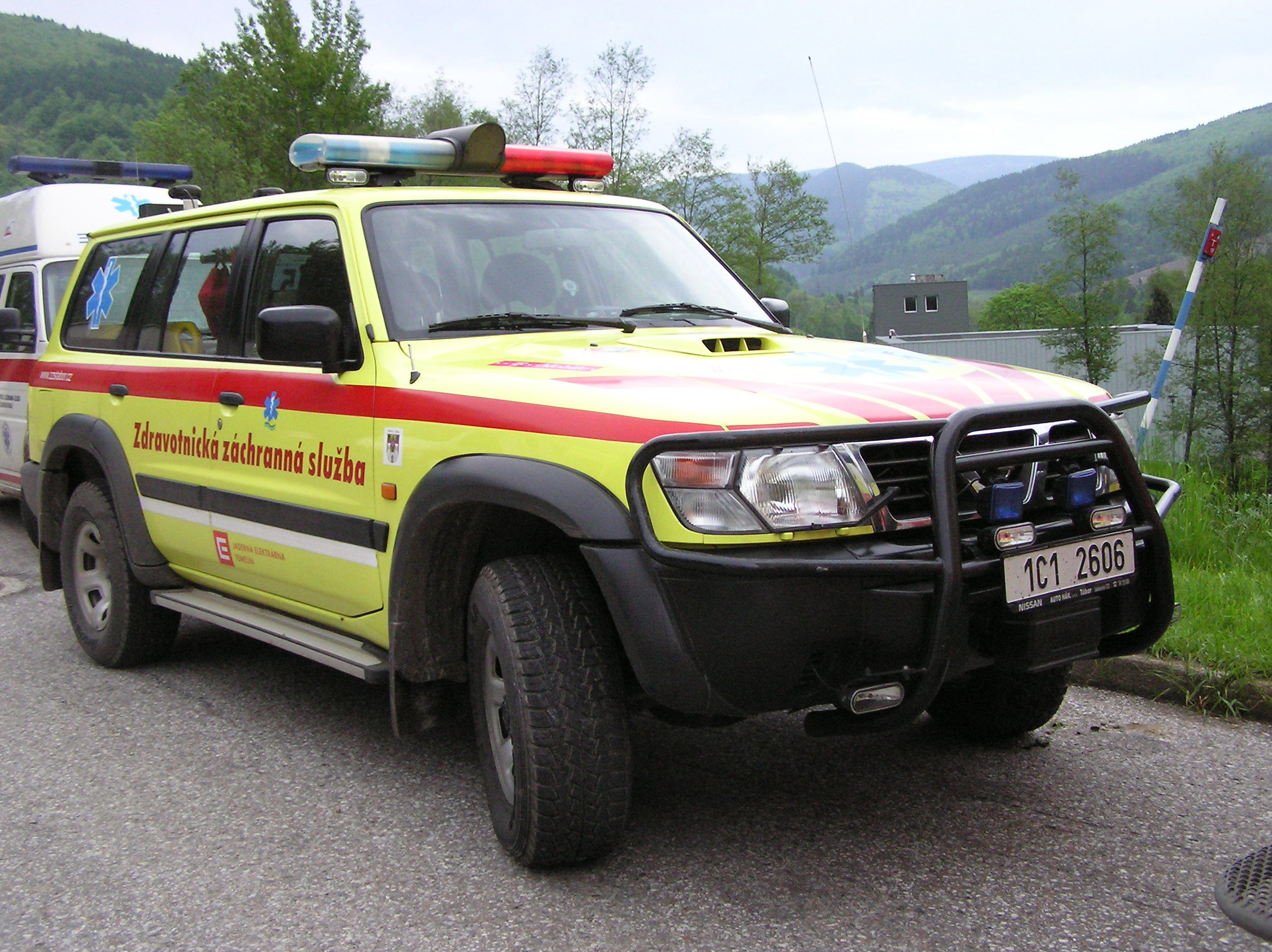
Starší vozidlo určené pro výjezdy v režimu RV

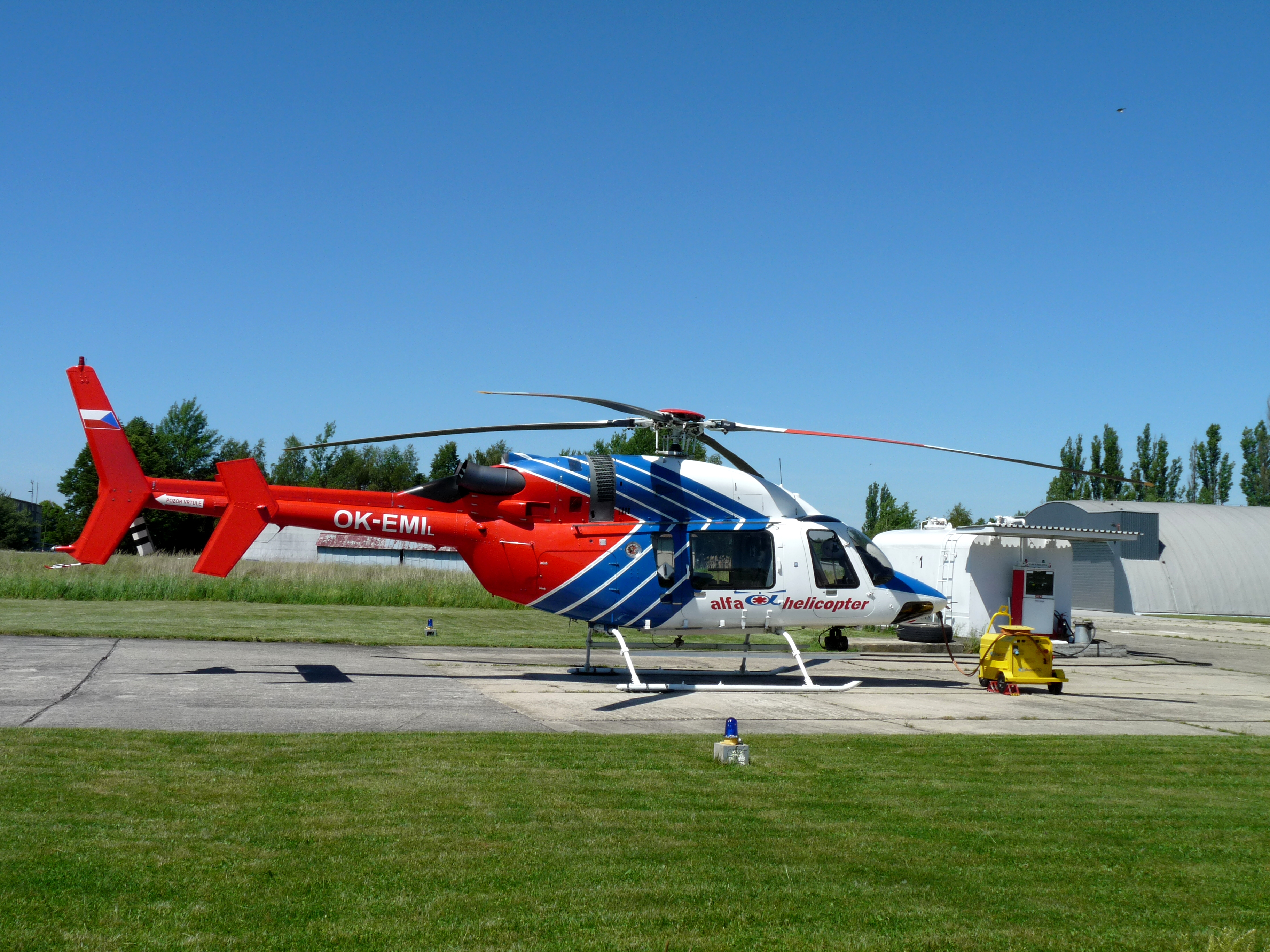
Vrtulník Bell 427 slouží na stanici Kryštof 13

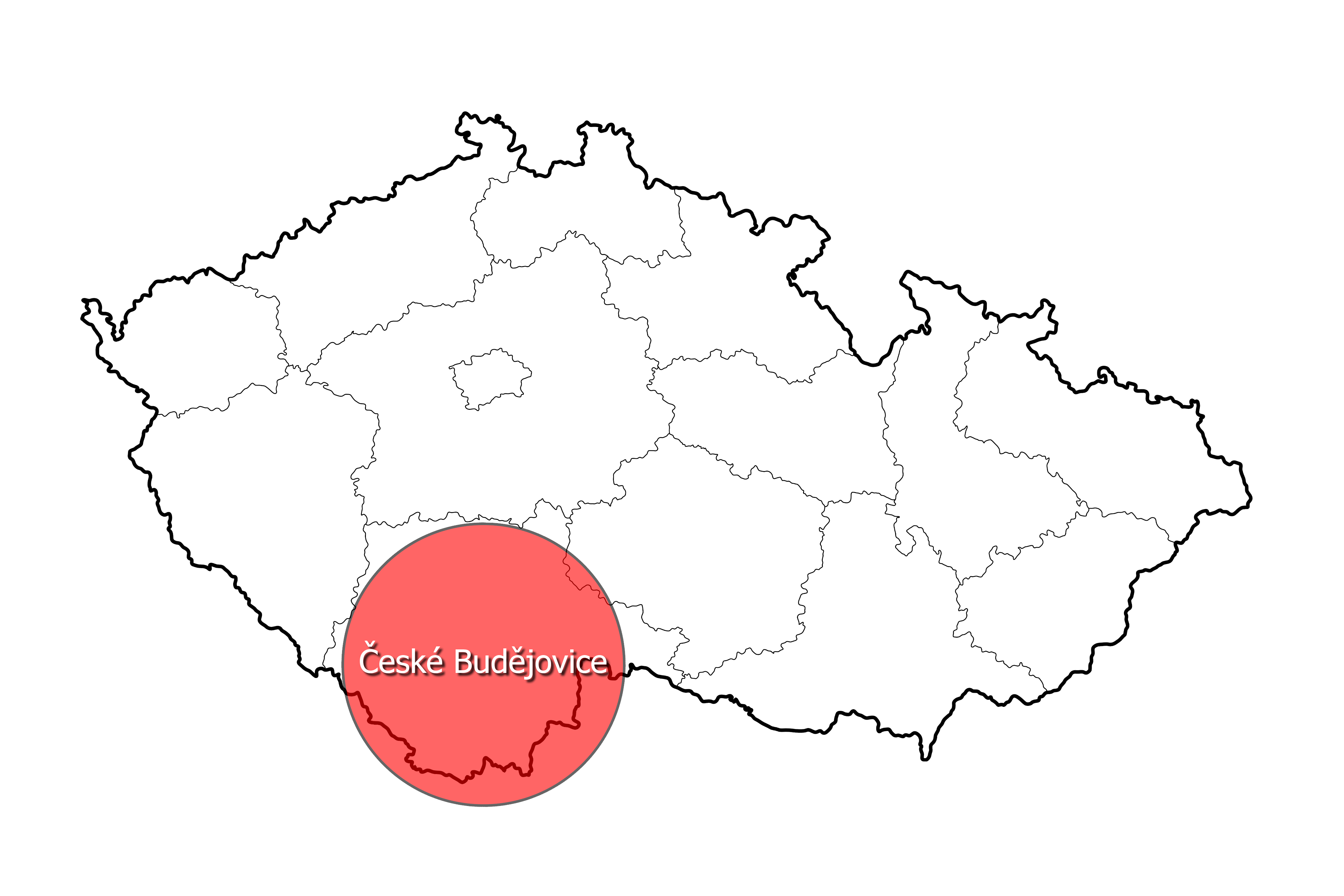
Poloha stanice a akční rádius vrtulníku Kryštof 13

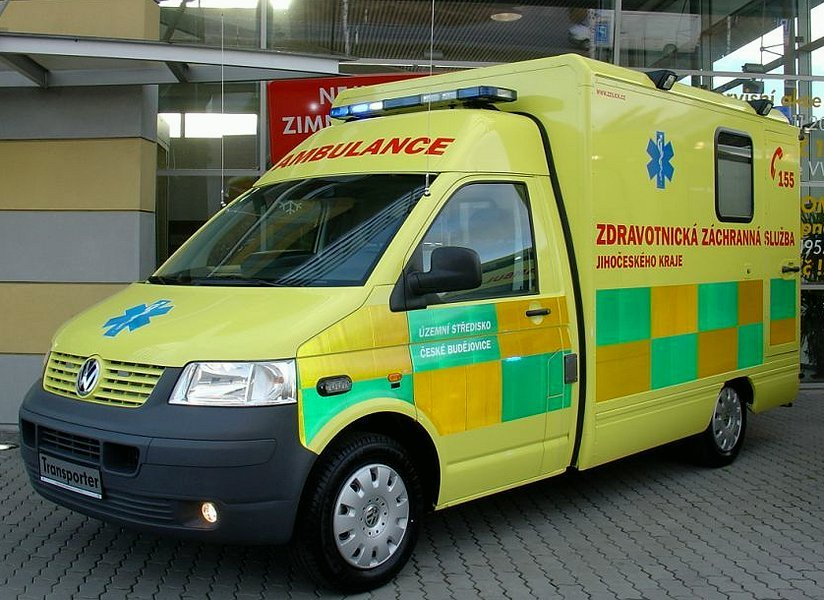
Jedno z prvních sanitních vozidel s battenburskou šachovnicí, které se objevilo v České republice

Na území Jihočeského kraje je zřízeno celkem 33 výjezdových základen, jejichž organizace je taková, aby byla přednemocniční neodkladná péče zajištěna do 20 minut od přijetí tísňové výzvy. 27 výjezdových základen provozuje Zdravotnická záchranná služba Jihočeského kraje, výjezdovou základnu ve Horní Plané provozuje nestátní záchranná služba Trans Hospital. Specifikem Jihočeského kraje je druhá největší spádová oblast a nejnižší hustota zalidnění v porovnání s ostatními kraji České republiky.
V roce 2009 byla otevřena nová výjezdová základna v Čimelicích v okrese Písek, která pokrývá oblast na hranici Jihočeského a Středočeského kraje. Dříve musely v oblasti zasahovat výjezdové skupiny až z Písku nebo Milevska. Obě tyto základny byly vzdáleny přes 25 km a vybudováním nové základny došlo k výraznému snížení dojezdových časů. V květnu 2011 vznikla nová výjezdová základna v Opařanech. Jak na základně v Opařanech, tak v Čimelicích slouží jedna výjezdová skupina rychlé zdravotnické pomoci. V dubnu 2012 byla otevřena nová výjezdová základna ve Vacově na Prachaticku. K dalšímu rozšíření zdravotnické záchranné služby došlo v říjnu 2013, kdy byla otevřena nová výjezdová základna ve Vyšším Brodě. V únoru 2014 bylo do provozu uvedeno Centrum integrovaného záchranného systému ve Frymburku, kde získala záchranná služba nové prostory a sídlí zde společně s hasičským záchranným sborem. V únoru 2015 byla do provozu uvedena výjezdová základna rychlé zdravotnické pomoci v obci Kunžak na Jindřichohradecku. Ve stejném roce došlo k rozšíření sítě výjezdových základen o novou základnu v Horní Plané na Českokrumlovsku. V září 2016 byla do provozu uvedená nová základna v Lhenicích na Prahaticku. V červnu 2019 došlo k otevření výjezdové základny na sídlišti Vltava v Českých Budějovicích. Jednalo se tak už o čtvrtou výjezdovou základnu v krajském městě, která se nachází na pomezí hustě obydlených sídlišť Vltava, Máj a Šumava. V Českých Budějovicích zajišťuje Zdravotnická záchranná služba Jihočeského kraje chod protialkoholní záchytné stanice (PZS).

### Přehled výjezdových základen
| Oblast            | Výjezdová základna                | Poznámka       |
| České Budějovice  | České Budějovice                  | PZS            |
| České Budějovice  | České Budějovice, Pražská         |                |
| České Budějovice  | České Budějovice, letiště Planá   | LZS +RZP       |
| České Budějovice  | České Budějovice, sídliště Vltava |                |
| České Budějovice  | Kaplice                           |                |
| České Budějovice  | Týn nad Vltavou                   |                |
| České Budějovice  | Trhové Sviny                      |                |
| České Budějovice  | Temelín                           | JE Temelín     |
| České Budějovice  |                                   |                |
| Tábor             | Tábor                             |                |
| Tábor             | Soběslav                          |                |
| Tábor             | Mladá Vožice                      |                |
| Tábor             | OpařanyVeselí nad Lužnicí         |                |
| Jindřichův Hradec | Jindřichův Hradec                 |                |
| Jindřichův Hradec | Dačice                            |                |
| Jindřichův Hradec | Třeboň                            |                |
| Jindřichův Hradec | Suchdol nad Lužnicí               |                |
| Jindřichův Hradec | Kunžak                            |                |
| Písek             | Písek                             |                |
| Písek             | Milevsko                          |                |
| Písek             | Čimelice                          |                |
| Strakonice        | Strakonice                        |                |
| Strakonice        | Blatná                            |                |
| Strakonice        | Vodňany                           |                |
| Prachatice        | Prachatice                        |                |
| Prachatice        | Vimperk                           |                |
| Prachatice        | Volary                            |                |
| Prachatice        | Vacov                             |                |
| Prachatice        | Lhenice                           |                |
| Český Krumlov     | Český Krumlov                     |                |
| Český Krumlov     | Vyšší Brod                        |                |
| Český Krumlov     | Frymburk                          |                |
| Český Krumlov     | Horní Planá                       | Trans Hospital |

## Letecká záchranná služba
Provoz letecké záchranné služby (LZS) byl v Českých Budějovicích zahájen 1. května 1991. Záchrana 215 byl první volací znak a prvním provozovatelem letecké záchranné služby byla Československá armáda. Provozní stanice byla umístěna na letišti Planá u Českých Budějovic. Od 1. ledna 1993 nese stanice a vrtulník označení Kryštof 13. K 1. lednu 1995 ukončila Armáda České republiky provoz letecké záchranné služby a provoz střediska přebrala soukromá společnost, která jej přemístila na letiště v Hosíně u Českých Budějovic. 1. ledna 2004 přebrala provoz stanice nestátní společnost Alfa-Helicopter. Zdravotnickou část posádky letecké záchranné služby zajišťuje Zdravotnická záchranná služba Jihočeského kraje, ostatní provozní pracovníky včetně pilotů zajišťuje společnost Alfa-Helicopter. Ta je také provozovatelem samotného vrtulníku, v současnosti stroje Bell 427. Volacím znakem vrtulníku je Kryštof 13. Letecká záchrnaná služba je k dispozici v denním provozu limitovaném východem a západem slunce. Základna je umístěna v areálu letiště v Hosíně nedaleko Českých Budějovic.[zdroj?]
Na konci roku 2011 bylo oznámeno, že v průběhu roku 2012 započne výstavba nového heliportu v areálu Letiště České Budějovice.

## Galerie

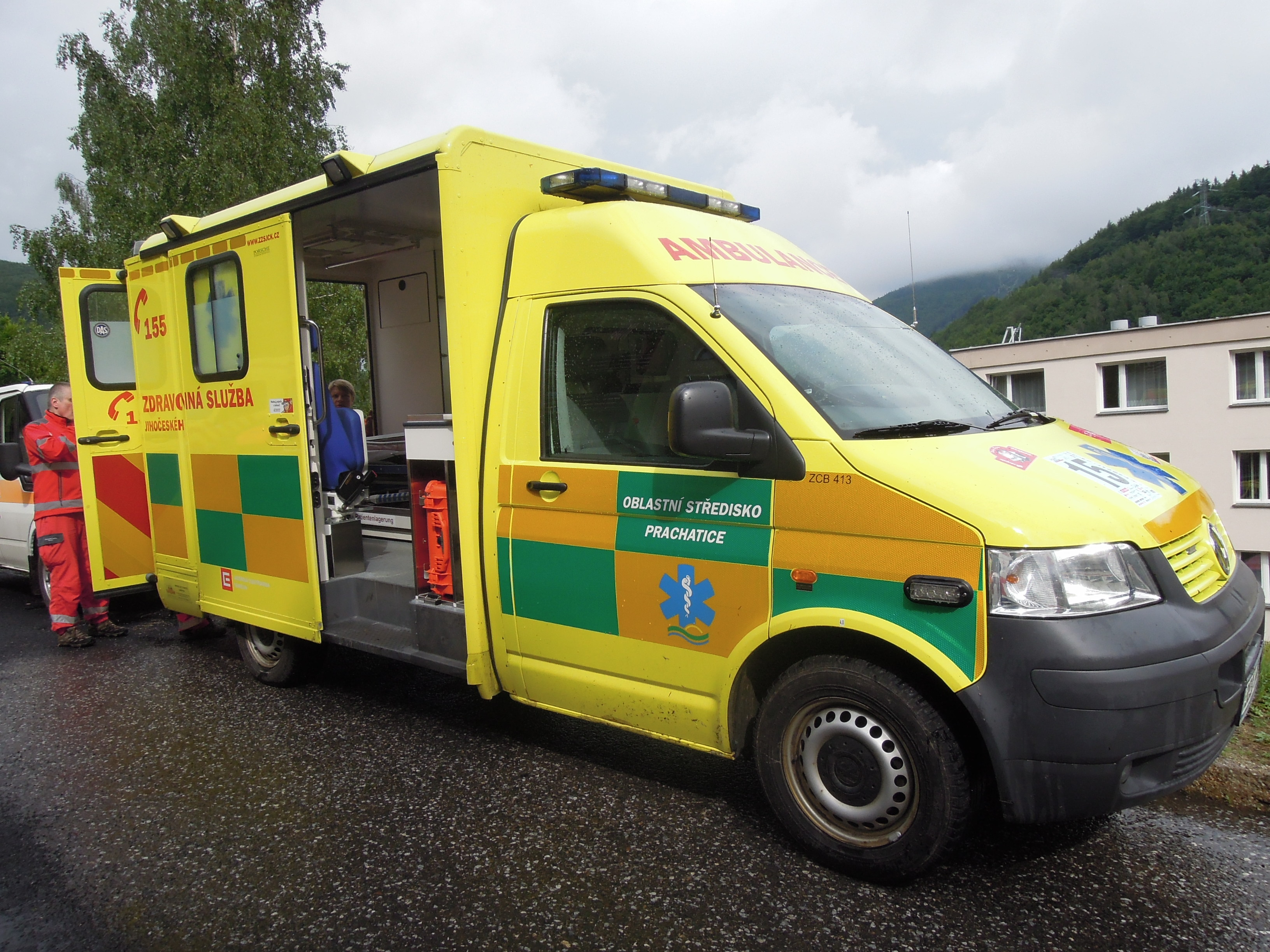
Starší typ skříňové zástavby na podvozku vozidla Volkswagen Transporter T5
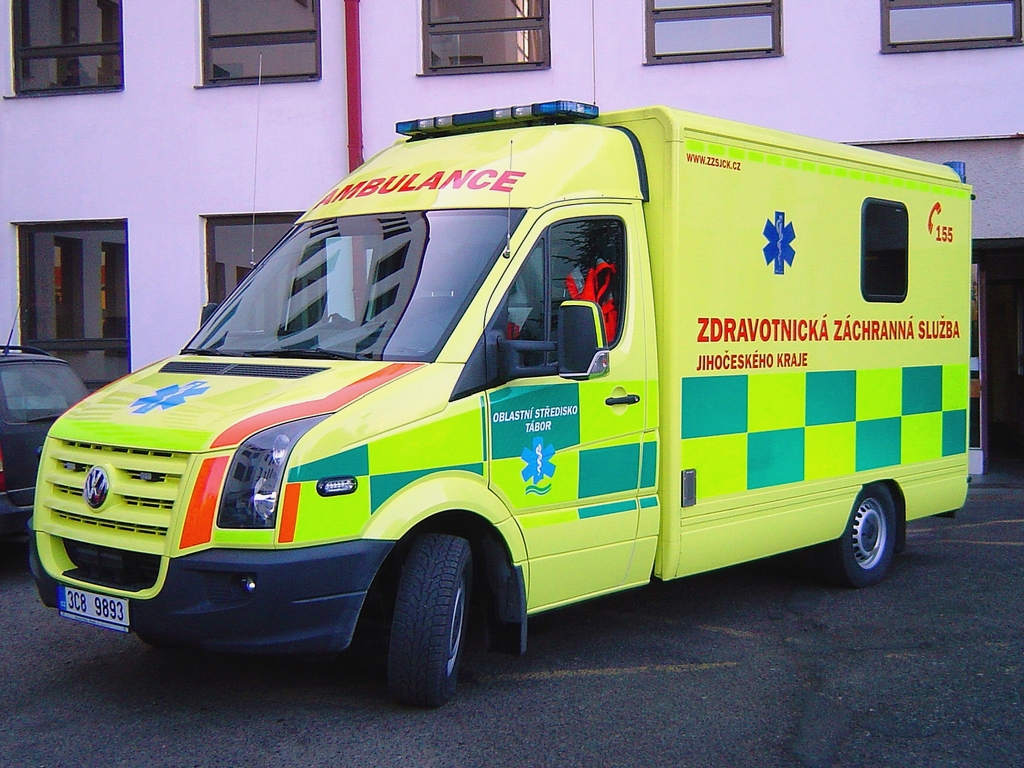
Volkswagen Crafter se skříňovou zástavbou určen pro výjezdy v režimech rychlá lékařská pomoc a rychlá zdravotnická pomoc
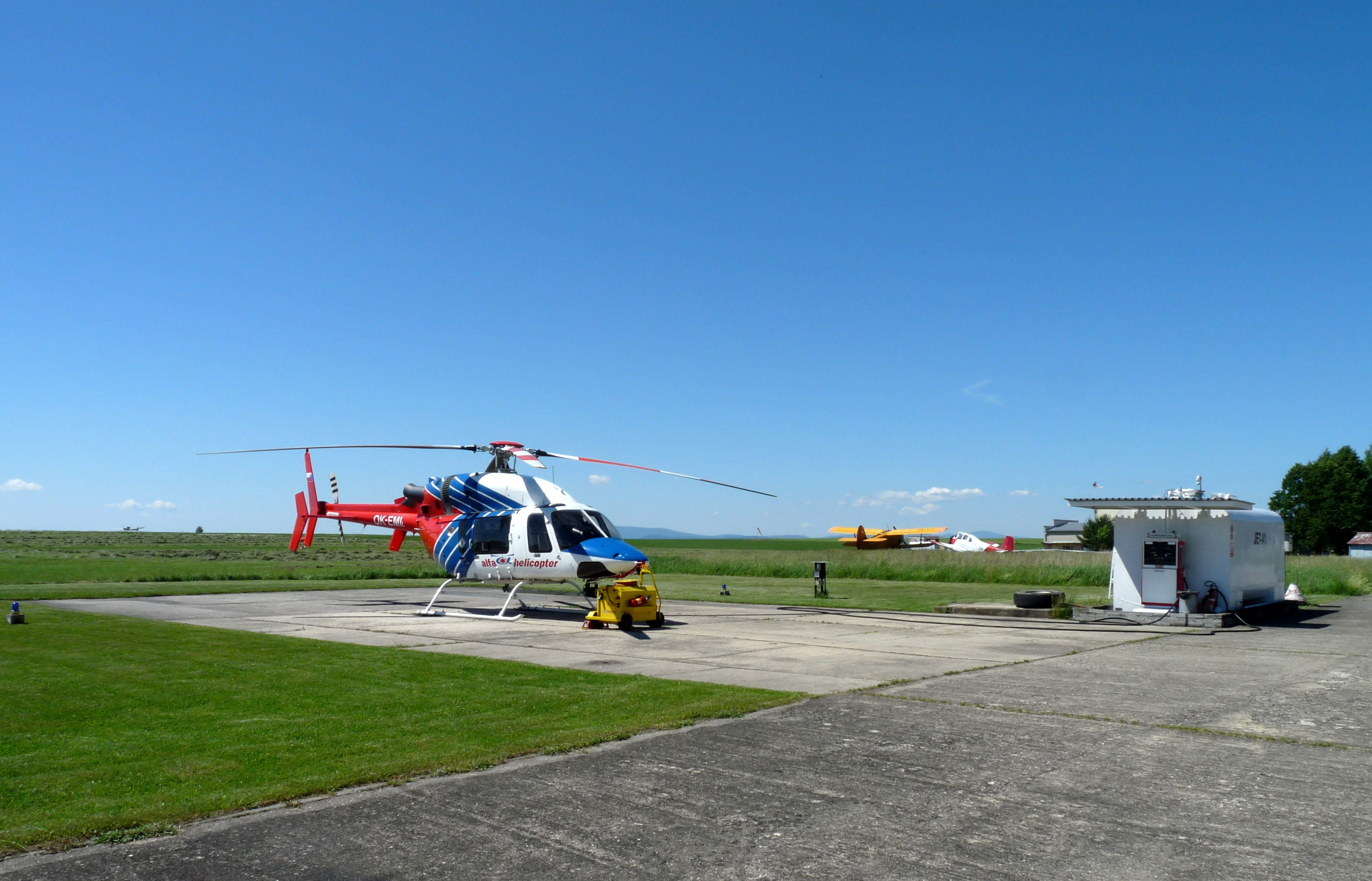
Základna letecké záchranné služby Kryštof 13
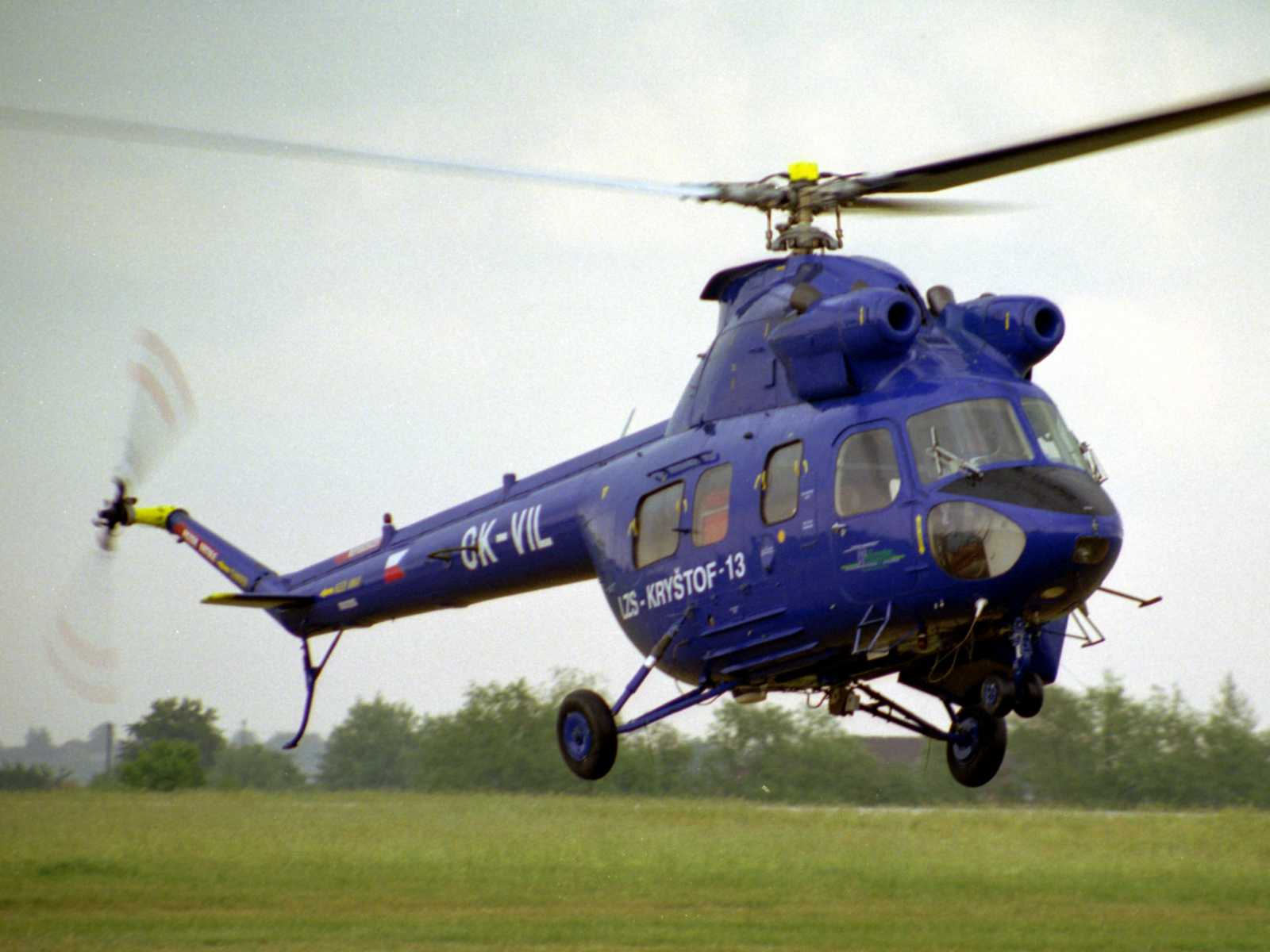
Vrtulník PZL Kania společnosti Helicopter sloužil do konce roku 2003 na stanici LZS Kryštof 13